# Bajauana
Bajauana är ett släkte av insekter. Bajauana ingår i familjen kilstritar.

## Dottertaxa tillBajauana, i alfabetisk ordning[1]
- Bajauana angusticeps
- Bajauana austrina
- Bajauana baumanensis
- Bajauana bicolor
- Bajauana brunnia
- Bajauana campylops
- Bajauana castalia
- Bajauana chloris
- Bajauana combe
- Bajauana consobrina
- Bajauana declivis
- Bajauana demetria
- Bajauana fulvia
- Bajauana fusconervata
- Bajauana galanthis
- Bajauana grandis
- Bajauana iridipennis
- Bajauana lacteipennis
- Bajauana latifrons
- Bajauana liriope
- Bajauana longurio
- Bajauana lucumo
- Bajauana lutea
- Bajauana lysimache
- Bajauana manto
- Bajauana marica
- Bajauana pallida
- Bajauana pallidula
- Bajauana praetextata
- Bajauana wilkesi